# チェリー・ライプ
チェリー・ライプ（Cherry Ripe）は短波乱数放送のあだ名。

## 説明
由来はイギリスのフォークソング"チェリー・ライプ"の一節がインターバル・シグナルに使われていたからである。この放送局はイギリスの諜報機関MI6によって運営され、オーストラリアから発信されていると囁かれている。以前はグアムからの発信と囁かれていた。乱数読み上げはイギリス訛りの女声の電子音声で、"3-5-7-6-1"のように5文字の数群を読み上げる。ワンタイムパッドを使う国外で活動するスパイ用の放送と言われている。
チェリー・ライプと同系列でさらに有名な乱数放送にリンカーンシャー・ポーチャーがある。リンカーンシャー・ポーチャーもインターバル・シグナルはイギリスのフォークソングである。リンカーンシャー・ポーチャーは長年キプロスのアクロティリから送信されていると予想されていた。インターバル・シグナルは別として、二局間の構成と音声はまったく同じであったが、2008年の6月にリンカーンシャー・ポーチャーは活動を停止した。2009年の9月にチェリー・ライプは送信元をハンプティードゥーに移した。

## スケジュール
この表は2006年の1月の正確なスケジュールである。時刻は協定世界時、周波数はメガヘルツ。
| 日曜日から金曜日 |                      |
| ---------------- | -------------------- |
| 00:00            | 18.864 21.866        |
| 01:00            | 19.884 21.866        |
| 10:00            | 20.474 23.461        |
| 11:00            | 18.864 23.461 14.730 |
| 12:00            | 18.864 23.461        |
| 13:00            | 18.864 21.866        |
| 14:00            | 18.864 20.707        |
| 22:00            | 18.864 24.644        |
| 23:00            | 18.864 21.866        |